# المقابر الجماعية في العراق

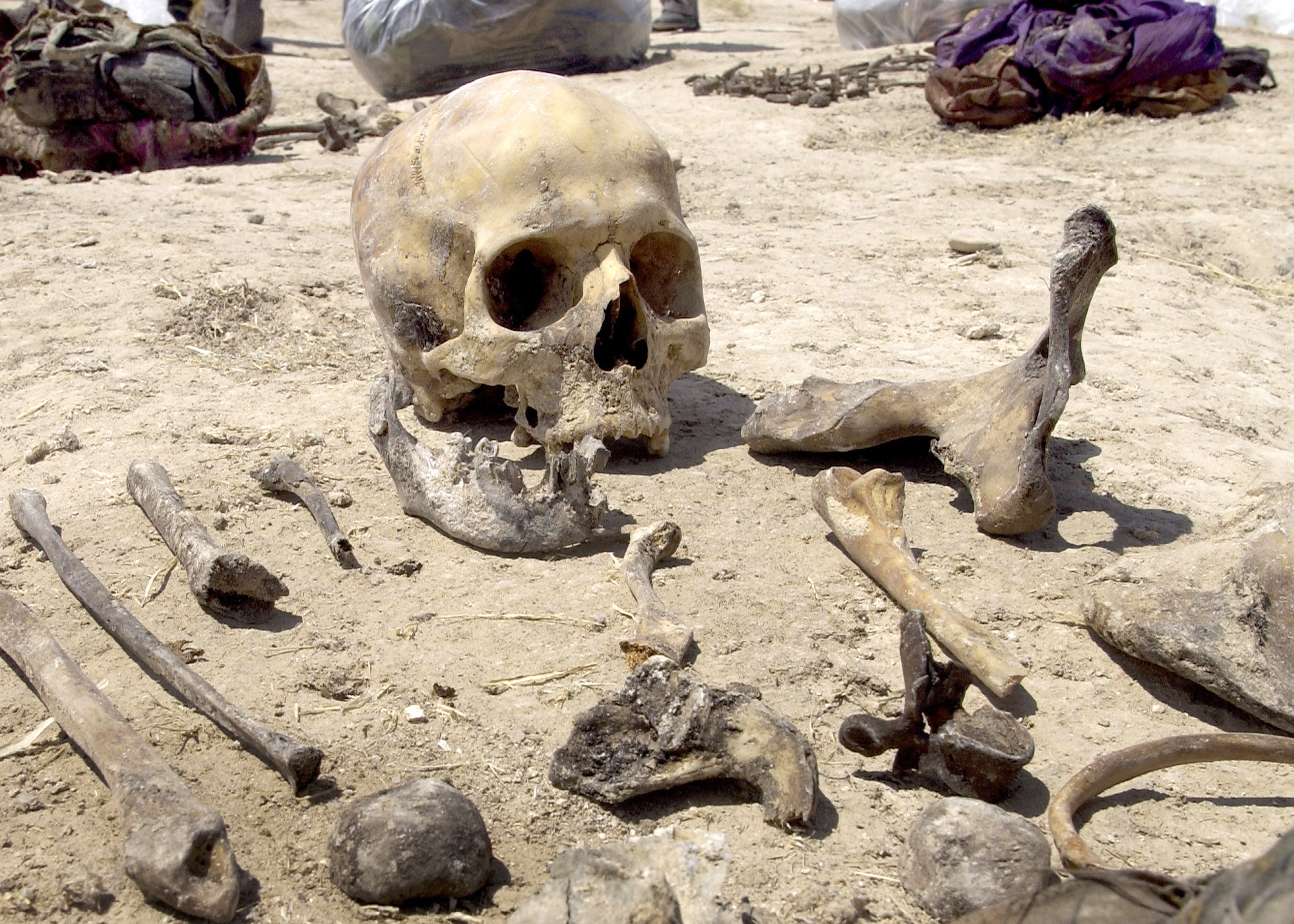
العثور على بقايا بشرية في مقبرة جماعية في كردستان العراق ، 15 يوليو / تموز 2005

أصبحت المقابر الجماعية في العراق معروفة منذ بداية حكم صدام حسين للعراق وأطاح غزو العراق عام2003 بنظام صدام حسين.قدر الخبراء الدوليون أن 300ألف ضحية يمكن أن يكونوا في هذه المقابر الجماعية وحدها. وشملت المقابر الجماعية في الغالب رفات مسلمين شيعة وأكراد واشوريين مسيحيين قتلوا بسبب معارضتهم للنظام وكانت الجرائم الأكبر بحق الشيعة من جنوب العراق بين عامي1983و 1991.

## خلفية
بعض المعلومات الواردة أدناه مأخوذة من صحيفة الوقائع-مكتب الديمقراطية وحقوق الإنسان والعمل ومكتب الشؤون العامة
تتميز المقابر الجماعية في العراق بأنها مواقع غيرمميزة تحتوي على ست جثث على الأقل.يمكن التعرف على بعضها من خلال أكوام من التراب المكدسة فوق الأرض أو على أنها حفر عميقة يبدو أنها قد امتلأت.يصعب التعرف على بعض القبور القديمة، حيث غطتها النباتات والحطام بمرور الوقت.تم اكتشاف مواقع في جميع مناطق البلاد وتحتوي على أعضاء من كل مجموعة دينية وعرقية رئيسية في العراق بالإضافة إلى رعايا أجانب، بما في ذلك الكويتيون والسعوديون.تم الإبلاغ عن أكثر من 250موقعًا، تم تأكيد 40منها تقريبًا حتى الآن.يُعتقد أن أكثر من مليون عراقي في عداد المفقودين في العراق نتيجة لعمليات الإعدام والحروب والانشقاقات، ويعتقد أن مئات الآلاف منهم في مقابر جماعية.معظم المقابر التي تم اكتشافها حتى الآن تتوافق مع واحدة من الأعمال الوحشية الخمس الكبرى التي ارتكبها النظام.
وبحسب حكومة إقليم كردستان في العراق، فإن العديد من المقابر الجماعية في كردستان تحتوي على أكراد عراقيين قتلوا في أعمال إبادة جماعية بسبب انتمائهم العرقي
- 1979حملة قمع الأحزاب السياسية الشيعية والنشطاء الشيعة. تضمنت هذه الفترة آلاف المحاكمات في «محاكم الثورة»، مما يعني أن مجموعات من 200-500 شيعي وشابة شيعية لا تتجاوز أعمارهم 13 عامًا سيُجمعون معًا ويُحكم عليهم بالإعدام.
- 1982-التكتيكات العدوانية من قبل نظام صدام لسحق أي حركات شيعية، في أعقاب اختطاف وقتل زعيم شيعي مهم آية الله محمد باقر الصدر. في هذا العام، حكم بالإعدام على عشرات الآلاف من شباب ونساء وأطفال العراق بتهمة الانضمام إلى حزب سياسي. أولئك الذين كانوا محظوظين-بعد تعذيب واستجواب لا يمكن تصوره-سيُحكم عليهم بالسجن مدى الحياة.
- هجوم 1983 على مواطنين أكراد ينتمون لعشيرة البرزاني، واعتقل 8000 منهم من قبل النظام في شمال العراق وأعدموا في الصحاري على مسافات بعيدة من منازلهم.
- حملة الأنفال عام 1988، والتي اختفى خلالها ما يصل إلى 182 ألف كردي عراقي. تم فصل معظم الرجال عن عائلاتهم وتم إعدامهم في الصحاري في غرب وجنوب غرب العراق. كما تم العثور على رفات بعض زوجاتهم وأطفالهم في مقابر جماعية.
- الهجمات الكيماوية على القرى الكردية من عام1986 إلى عام1988 ، بما في ذلك هجوم حلبجة، عندما أسقطت القوات الجوية العراقية عوامل كيميائية بغاز السارين والفي إكس والتابون على السكان المدنيين، مما أسفر عن مقتل5000 شخص على الفور وتسبب في مشاكل طبية طويلة الأمد ووفيات ذات صلة وولادة. بين نسل آلاف آخرين.
- مجزرة عام1991 بحق الشيعة العراقيين بعد انتفاضة الشيعة في نهاية حرب الخليج، والتي راح ضحيتها عشرات الآلاف من الجنود والمدنيين في مناطق مثل البصرة وكربلاء والنجف والناصرية والعمارة والحلة. تم هدم آلاف المنازل وتجفيف مساحات شاسعة من المسيرات العراقية مما تسبب في آثار مدمرة على حياة الناس والبيئة.
- ثم، في مارس1999، يُعتقد أن آلافاً آخرين قد اعتُقلوا وسجنوا وأُعدموا في بعض الحالات بعد انتفاضة ثانية اندلعت بعد مقتل رجل دين شيعي بارز.
- في مايو2003، أفادت منظمة العفو الدولية بالعثور على قبر يحتوي على 40 جثة في أبو الخصيب في جنوب العراق، وهي جثث شيعية فقط، يُعتقد أنها تحتوي على جثث من انتفاضة الشيعة عام 1991.
- كما أسفرت مذبحة الأكراد عام1991، التي استهدفت المدنيين والجنود الذين قاتلوا من أجل الحكم الذاتي في شمال العراق بعد حرب الخليج، عن مقابر جماعية.

## تحقيقات لجنة مجلس الشيوخ الأمريكي
يبدو أن الحقائق الواردة في صحيفة الوقائع هي تلك التي جمعتها تحقيقات لجنة مجلس الشيوخ الأمريكي.
- تم الكشف عن مقبرة جماعية جنوب بغداد يعتقد أنها تحتوي على 60ألف من ضحايا الانتفاضة الشعبية عام1991 التي قمعها الحرس الجمهوري لصدام حسين بوحشية.
- تم العثور على رفات 113 كرديا معظمهم من النساء والأطفال والمراهقين بالقرب من السماوة.[2]
- تم اكتشاف مواقع المقابر الجماعية في العراق من خلال تحليل صور الأقمار الصناعية. يوجد في هذا 18 موقعًا مشتبه به، اثنان منها تم حفرهما فيهما 28 و 10 ذكور بالغين.[3]
- تم العثور على 3115 جثة في المحاويل، وهي واحدة من أكبر الجثث التي يُعتقد أنها تحتوي على شيعة عراقيين. (11/2003).[4]
- العثور على 2000 جثة في مدينة الحلة الشيعية.[5]
- صرح توني بلير «لقد اكتشفنا، حتى الآن، رفات 400000 شخص في مقابر جماعية». (11/03) كان العدد الفعلي للجثث التي تم العثور عليها أقرب إلى 5000 جثة (2004).[6]
- في عام 2004، ذكرت بي بي سي العثور على أطفال في مقابر جماعية تعود إلى عهد صدام. وقال المحققون «تم اكتشاف الهياكل العظمية لأطفال لم يولدوا بعد والأطفال الصغار الذين يمسكون باللعب».[7]
- في أبريل 2011، تم العثور على مقبرة جماعية تحتوي على 800 جثة في الأنبار (غرب العراق)، يعتقد أنها من انتفاضة الشيعة عام 1991. يبدو أن تلك الجثث قد تم إعدامها (بدون أدنى شك) ودفنها.[8]

تم الإبلاغ عن بطء استعادة الجثث بسبب العنف المحلي والحاجة إلى تحديد هوية الجثث وعزل الرفات والطب الشرعي، إلخ.وهرع الأقارب إلى القبورإحياء لذكرى أقاربهم المفقودين.

## الثقافة الشعبية
فيلم The Blue Man لعام2014، والمرتبط بمقالة نيويورك تايمز بعنوان «الكشف عن أهوال العراق في مقابر الصحراء»  من تأليف جون إف بيرنز، يدور حول مقبرة الرجل الأزرق الجماعية الواقعة في المحاويل.

## روابط خارجية
- في حقول قتل صدام ، بي بي سي نيوز، 14 مايو 2003
- المقابر الجماعية في العراق: الكشف عن الفظائع ، وزارة الخارجية الأمريكية، 19 ديسمبر 2003
- العثور على أطفال في مقبرة جماعية عراقية ، بي بي سي نيوز، 13 أكتوبر 2004
- العراق: حالة الأدلة - صور: مقابر جماعية وأدلة وثائقية على جرائم من نظام صدام حسين ، هيومن رايتس ووتش
- إرث العراق من الإرهاب: المقابر الجماعية ، الوكالة الأمريكية للتنمية الدولية
- مقابر جماعية: العراق
- صور مقابر جماعية يتم استخراجها في العراق [